# Onychogomphus kitchingmani
Onychogomphus kitchingmani – gatunek ważki z rodziny gadziogłówkowatych (Gomphidae).